# Mozartstraße (Weimar)

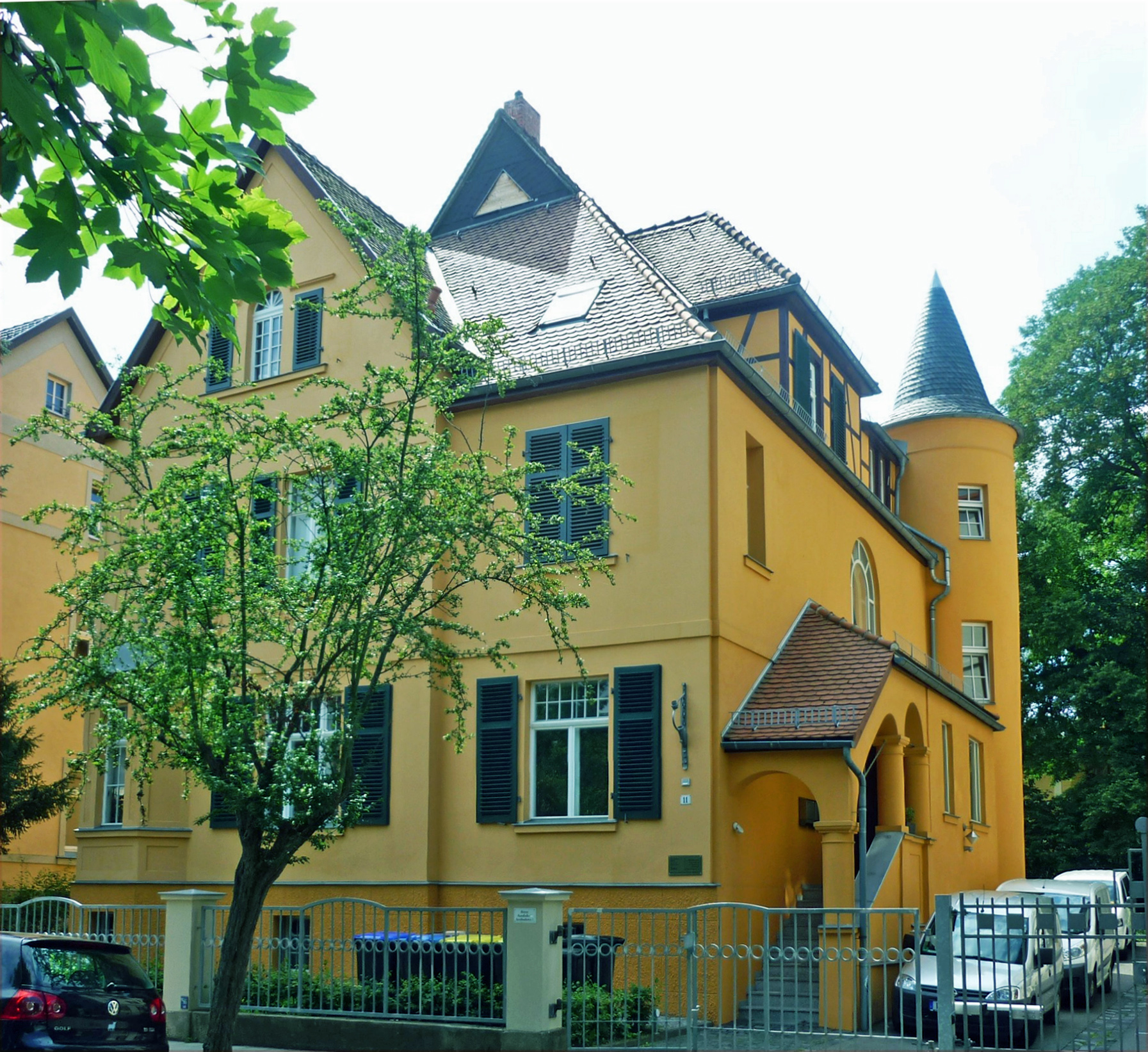
Mozartstraße 11

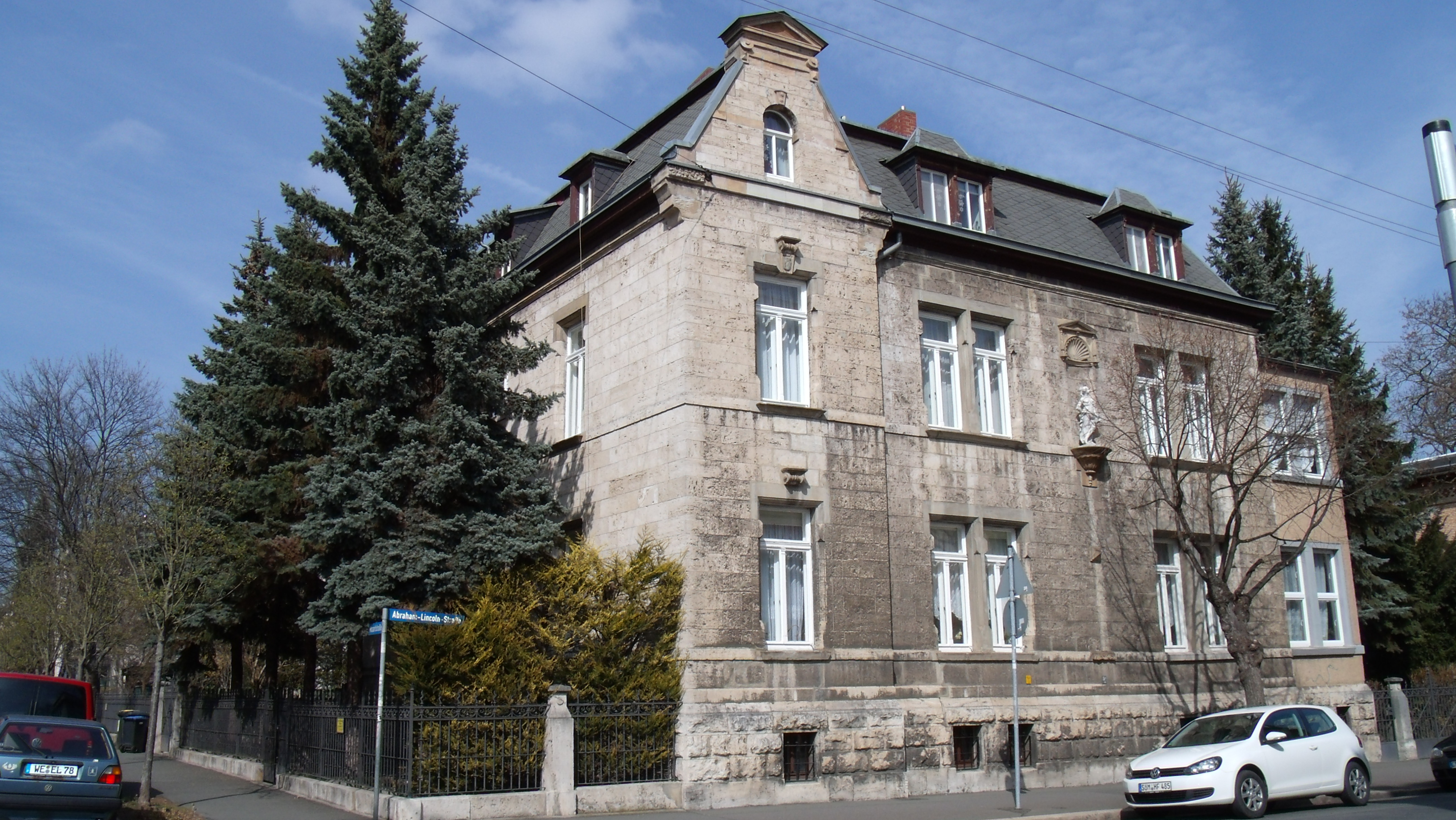
Mozartstraße 6

Die nach dem Komponisten Wolfgang Amadeus Mozart benannte Mozartstraße in der Westvorstadt von Weimar beginnt an der Erfurter Straße. Sie endet an der Schubertstraße, nachdem sie die Abraham-Lincoln-Straße und die Paul-Schneider-Straße gekreuzt hat.
An der Ecke zur Erfurter Straße ragt ein turmartiges Gebäude heraus, das alte Löschdepot. Dieses Gebäude errichtete der Weimarer Stadtbaurat August Lehrmann 1926, der dazu die Kraftfahrzeugfabrik Dittmann umbaute. Interessant ist auch das Wohngebäude Mozartstraße 17. In der Mozartstraße 15 wohnten Ernst Latzko und Mali Trummer.
Die Mozartstraße steht auf der Liste der Kulturdenkmale in Weimar (Sachgesamtheiten und Ensembles). Einige Wohngebäude stehen zudem auf der Liste der Kulturdenkmale in Weimar (Einzeldenkmale). Bemerkenswert ist zudem die Mozartstraße 6 mit seinen Details an der Seite zur Abraham-Lincoln-Straße. Die Mozartstraße 13/15 wurde 1910 errichtet.
In der Mozartstraße 11 befindet sich das Hochschularchiv der Hochschule für Musik Franz Liszt Weimar. In der Mozartstraße 13/15 ist ein Seniorenheim der Caritas untergebracht.

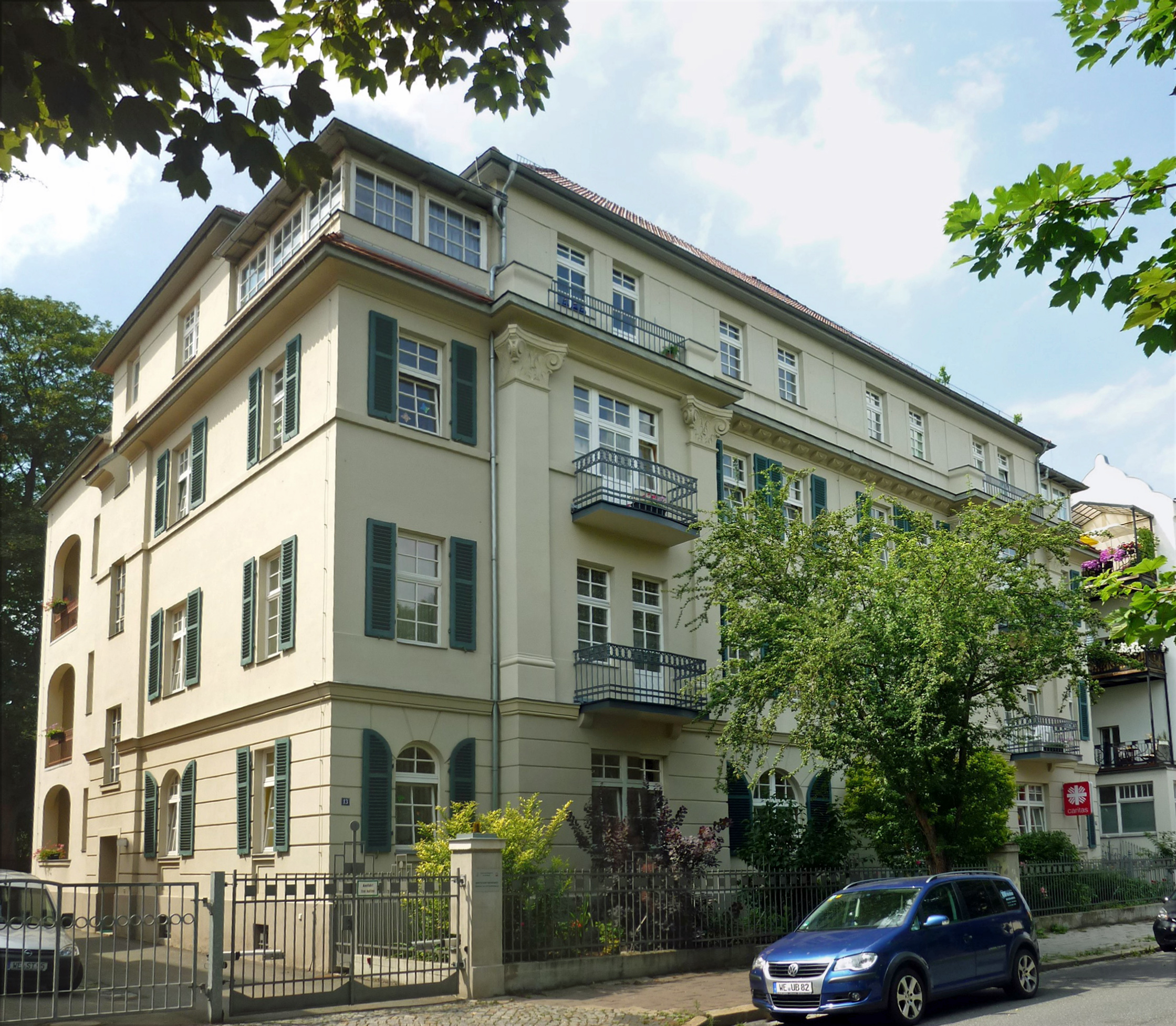
Mozartstraße 13/15
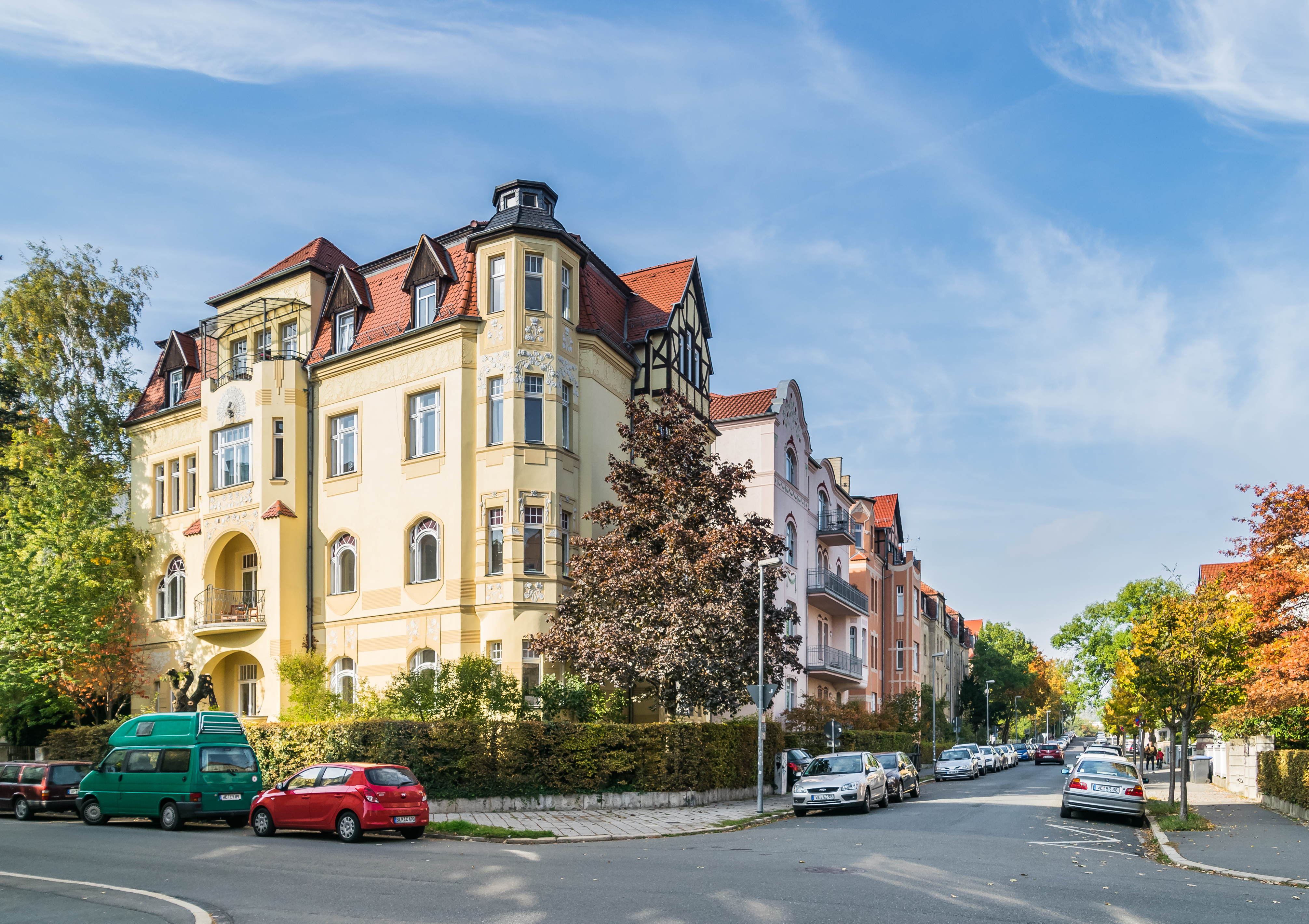
Mozartstraße 17